# Rutilio Sermonti
Rutilio Sermonti (Roma, 18 agosto 1921 – Ascoli Piceno, 14 giugno 2015) è stato un militare, storico, zoologo e politico italiano.

## Biografia

### La giovinezza
Il padre Alfonso Sermonti, avvocato di origini pisane specializzato in diritto sindacale e socializzazione dell'economia prese parte alla stesura del testo legislativo inerente al lavoro, mentre la madre proveniva da una facoltosa famiglia palermitana, inoltre Rutilio era fratello di Giuseppe e Vittorio Sermonti.
Nel 1942 partecipò da volontario di guerra alla seconda guerra mondiale come sottotenente del Regio Esercito prendendo parte alla campagna balcanica. Sulla sua prima esperienza al fronte Sermonti raccontò:
(Rutilio Sermonti)
Subito dopo l'armistizio dell'8 settembre 1943 Sermonti si trovava in Grecia presso le Termopili dove comandava un reparto fascista detto di controbanda che operava insieme a delle Waffen-SS. Con il reparto di cui era al comando rifiutò la resa e si aggregò alle SS della 4. SS-Polizei-Panzergrenadier-Division venendo anche decorato con la Croce di Ferro di II classe. Aderì poi alla Repubblica Sociale Italiana e transitò nei reparti italiani come ufficiale del 3ª Divisione fanteria di marina "San Marco". Sulla sua scelta Sermonti disse:
(Rutilio Sermonti)
Nel maggio del 1945 i partigiani si presentarono nell'abitazione milanese della famiglia Sermonti con l'intenzione di prelevare il giovane Rutilio che delle spie avevano segnalato indossare la divisa della RSI, ma – come ricordò il fratello Vittorio – era riuscito ad ingannarli mostrando una tessera anarchica. Il fatto colpì molto Vittorio che – nel libro Se avessero, dedicato al rapporto con il fratello – prendendo a pretesto quel momento drammatico si pone la domanda "Se avessero sparato a mio fratello?".

### Il dopoguerra
Finita la guerra si laureò in giurisprudenza ed esercitò la professione forense. Contestualmente si dedicò all'attività politica. Dirigente del FAR, nel dicembre 1946 è tra i fondatori del Movimento Sociale Italiano, dal quale fuoriuscirà nel 1954 per protesta dopo l'insediamento di Arturo Michelini come nuovo segretario del partito ritenuto troppo aperto con la Democrazia Cristiana.
Prese parte nel 1956 al Centro Studi Ordine Nuovo dove diviene membro del comitato direttivo per poi rientrare nel 1969 nel Movimento Sociale insieme a Pino Rauti. Con Rauti negli anni '70 scrisse una storia del fascismo in sei volumi per il Centro Editoriale Nazionale. Vicino alle tematiche ambientali negli anni '80 è presidente dei Gruppi Ricerca Ecologica. Dopo lo scioglimento del partito nel 1995, non aderisce ad AN e confluisce nel Movimento Sociale Fiamma Tricolore di Pino Rauti per poi, due anni dopo, partecipare alla fondazione del movimento politico Fronte Nazionale.
Nel dicembre 2014, l'allora novantatreenne Sermonti fu indagato per associazione sovversiva, in quanto accusato dagli inquirenti di essere l'ideologo di un presunto gruppo neofascista denominato "Avanguardia Ordinovista" al quale avrebbe dato «sostegno ideologico» compilando una bozza di costituzione denominata "Statuto della Repubblica dell'Italia Unita" ispirata all'epoca fascista. Sermonti respinse tutte le accuse sostenendo di non aver nemmeno mai sentito parlare dell'organizzazione.
Da molto tempo costretto all'uso di una sedia a rotelle, è morto nel 2015 all'età di 93 anni. Riposa nella tomba di famiglia nel cimitero di Palidoro, lungo la via Aurelia.

## La passione per la natura
Appassionato della natura, fin da giovane si recava a passeggiare sulla costa toscana durante la burrasca e si immergeva nel mare alla ricerca di forme di vita da osservare. Sermonti ricordò spesso l'incontro sottomarino con un polpo che non osò catturare e a cui poi dedicò una novella.
Negli anni tra le due guerre visitò assiduamente il giardino zoologico di Roma e da appassionato disegnatore fu incaricato nel dopoguerra dal conservatore del Museo civico di zoologia di Roma Giuseppe Tamino di riprodurre graficamente gli animali per il museo. Le opere di Sermonti dopo essere state viste a Roma furono commissionate anche da altri musei italiani come quello di Genova e Milano. Sermonti prestò la sua opera anche per il cinema realizzando un capodoglio per il film del 1969 di Marco Ferreri Il seme dell'uomo e alcuni scheletri di dinosauri per il telefilm L'isola del tesoro.
Vicino alle tematiche ambientali negli anni '80, fu anche presidente dei Gruppi Ricerca Ecologica
(Rutilio Sermonti)
Prolifico autore di numerosi libri a carattere storico, si dedica anche allo studio autonomo delle scienze naturali e biologiche contestando le teorie evoluzionistiche e del darwinismo.
È stato anche apprezzato pittore e ceramista in cui rappresentò principalmente animali.

## Opere
- Socrate in Indonesia.
- Rapporto sull'evoluzionismo.
- Disciplina giuridica dell'artigianato.
- Valori corporativi.
- Il prezzo della salvezza.
- I Carabinieri nella storia d'Italia;
- L'Uomo, l'ambiente e se stesso.
- Stato Organico. Unica Democrazia Seria, Settimo Sigillo, 2003.
- Grande Spirito. Incontro con gli Indiani nordamericani
- Il linguaggio della lingua.
- Evoluzionismo: scienza o frode?.
- Noi e Loro (storie di uomini e di bestie).
- L'Italia nel XX secolo.
- con Pino Rauti, Storia del fascismo, CEN Centro Editoriale Nazionale, Roma, 1976, 6 voll.: Vol. I, Le interpretazioni e le origini- Vol. II, Verso il governo - Vol. III, La conquista del potere - Vol. IV, Nascita di una nazione - Vol. V, L'espansione e l'Asse - Vol. VI, Nel grande conflitto
- Una vita di pensiero e militanza.
- La grande truffa.
- Lineamenti per uno Stato organico.
- Rapporto sull'evoluzionismo.
- Non morirò del tutto
- (opera postuma), Lo spirito di Roma. In cinque episodi, CinabroEdizioni, 2020.